# Perdita dicksoni
Perdita dicksoni är en biart som beskrevs av Timberlake 1958. Perdita dicksoni ingår i släktet Perdita och familjen grävbin. Inga underarter finns listade i Catalogue of Life.